# Cotes (kommunhuvudort)
Cotes är en kommunhuvudort i Spanien.   Den ligger i provinsen Província de València och regionen Valencia, i den östra delen av landet, 300 km sydost om huvudstaden Madrid. Cotes ligger 45 meter över havet och antalet invånare är 363.
Terrängen runt Cotes är platt åt sydost, men åt nordväst är den kuperad. Runt Cotes är det tätbefolkat, med 257 invånare per kvadratkilometer. Närmaste större samhälle är Alzira, 15,1 km nordost om Cotes. Omgivningarna runt Cotes är en mosaik av jordbruksmark och naturlig växtlighet.